# Mara Taquin
Mara Taquin (Bruxelles, 19 ottobre 1997) è un'attrice belga.

## Biografia
Taquin è figlia di una criminologa e di un liutaio che pratica la "lutherie sauvage", ovvero l'arte di creare strumenti musicali da oggetti non specificamente progettati per quello scopo. Ha iniziato a prendere lezioni di recitazione alla Brussels Academy per poter inserire l'attività nel proprio curriculum scolastico, giudicato dalla futura attrice come troppo "tradizionale". Alla fine del 2014, proprio davanti all'accademia, è stata notata durante un casting: la regista Camille Mol stava preparando il cortometraggio drammatico Créatures allo IAD (Institut des Arts de Diffusion) e le ha offerto il ruolo della protagonista, Louise, una ragazza quindicenne che scopre il desiderio sessuale dopo aver segretamente osservato un'appassionata coppia durante un giro in bicicletta nel bosco.
Da allora, Taquin è apparsa in diversi cortometraggi, lungometraggi e serie televisive, in particolare Dispersion di Nikita Trocki, dieci episodi della serie poliziesca belga Ennemi Public e il ruolo che le ha portato maggiore visibilità, nonostante fosse minore, in The Specials - Fuori dal comune (Hors normes), un film del 2019 scritto e diretto da Olivier Nakache e Éric Toledano, trattante il tema dell'autismo, in cui ha recitato al fianco di Reda Kateb e Vincent Cassel. Quest'ultimo le ha dato la possibilità di partecipare al Festival Cinematografico di Cannes, aprendo le porte ai successivi ruoli cinematografici.
Nel 2019 ha recitato il ruolo di Rosa in Sawah, per la regia di Adolf El Assal. Il film ha ottenuto importanti riconoscimenti, tra cui un Florence Film Award e un Moving Parts Film Festival Award.
Solamente nel 2021 ha partecipato ha tre produzioni: era Claire in La Ruche di Christophe Hermans, Chiara in After Blue (Paradis sale) di Bertrand Mandico, vincitore del Premio della Giuria al Fantastic Fest di Austin e di un FIPRESCI Prize al Festival Cinematografico di Locarno, e Mélissa Wassels in Generazione Low Cost (Rien à foutre) di Julie Lecoustre e Emmanuel Marre. Inoltre, nello stessa anno ha recitato anche in un episodio della serie 6 X Confiné.e.s.
Nel 2022 ha preso parte alla serie poliziesca-drammatica Fils de, la série della RTBF nei panni di Sarah Pistone, figlia del gangster Frank Pistone (interpretato da Serge Van Laeken), ottenendo buoni apprezzamenti per il ruolo. Inoltre ha recitato nei film Astro, scritto e diretto da Nicky Lisa Lapierre, e La syndicaliste di Jean-Paul Salomé, quest'ultimo a fianco di Isabelle Huppert, Alexandra Maria Lara e Marina Foïs.
Taquin ha spesso ribadito che il suo interesse per la recitazione derivi, in particolar modo, dalla possibilità di variare i propri ruoli per imparare cose nuove, dalle lingue alle peculiarità specifiche richieste ad ogni personaggio. L'interpretazione, a detta dell'attrice, le permette ogni volta di immergersi in un mondo completamente nuovo. Molto attiva anche nel movimento femminista, Taquin sostiene che il suo sogno sia quello di creare una dinamica di immaginazione comune, rappresentando donne e persone non binarie nei film, per riflettere le problematiche esistenti nella realtà e dare un maggiore spessore al tema.

## Filmografia

### Cinema
- Walter, regia di Varante Soudjian (2019)
- Sawah, regia di Adolf El Assal (2019)
- The Specials - Fuori dal comune (Hors normes), regia di Olivier Nakache e Éric Toledano (2019)
- Generazione Low Cost (Rien à foutre), regia di Julie Lecoustre e Emmanuel Marre (2021)
- After Blue (Paradis sale), regia di Bertrand Mandico (2021)
- La Ruche, regia di Christophe Hermans (2021)
- La verità secondo Maureen K. (La Syndicaliste), regia di Jean-Paul Salomé (2022)
- Astro, regia di Nicky Lisa Lapierre (2022)

### Televisione
- Profiling – serie TV, episodio 9x09 (2018)
- Ennemi public – serie TV, 10 episodi (2019)
- Le Mensonge – serie TV, episodi 1x03-1x04 (2020)
- 6 X Confiné.e.s – serie TV, episodio 1x01 (2021)
- Fils de, la série  – serie TV, 8 episodi (2022)

### Cortometraggi
- Créatures, regia di Camille Mol (2016)
- Dispersion, regia di Nikita Trocki (2017)
- Avenue Louise, regia di Thierry Dory (2018)
- Iris après la nuit, regia di Gabriel Vanderpas (2018)
- Romy, regia di Ilya Jacob e Marie McCourt (2018)
- We Can Be Heroes, regia di Camille Caroli (2018)
- La pote d'un pote, regia di Julien Henry (2021)
- Poupées de chair, regia di Serena Robin e Florence Rochat (2022)

### Doppiaggio
- Piccolo vampiro (Petit vampire), voce di Daïna, regia di Joann Sfar (2020)

## Doppiatori italiani
Nelle versioni in italiano dei suoi film, Mara Taquin è stata doppiata da:
- Jessica Bologna in Generazione Low Cost
- Margherita De Risi in La Petite